# Полиция нравов (фильм, 1953)
«Полиция нравов» (англ. Vice Squad) — фильм нуар режиссёра Арнольда Лейвена, который вышел на экраны в 1953 году.
Фильм рассказывает об одном дне из жизни капитана детективного отдела полиции Лос-Анджелеса Барнаби (Эдвард Г. Робинсон), в течение которого он успевает раскрыть крупное ограбление, убийство и попытку похищения человека, а также разобраться с рядом мелких дел.
Фильм получил положительные отзывы критиков, отметивших сильный сценарий и эффективную режиссёрскую работу, которая несмотря на скромный бюджет, достигает цели благодаря интересному стилистическому решению, хорошему темпу повествования и грамотной актёрской игре.

## Сюжет
Поздно ночью в Лос-Анджелесе Алан Баркис (Эдвард Биннс) и его сообщник Пит Монте (Ли Ван Клиф) на открытой площадке автосалона вскрывают автомобиль, собираясь его угнать. В этот момент в многоэтажном доме напротив красавица Викки Уэбб (Джоан Вос) прощается со своим любовником, женатым солидным владельцем бюро ритуальных услуг Джеком Хартрампфом (Портер Холл). Патрульный Келлогг (Уильям Бойетт) во время обхода своего участка замечает автоворов и вызывает подкрепление, после чего направляется к ним. Спрятавшийся под лестницей Хартрампф видит, что Баркис прячется за стеной соседнего дома. Когда Келлогг достаёт оружие и собирается арестовать Пита, Баркис стреляет в полицейского, после чего воры скрываются на машине. Хартрампф нерешительно пытается помочь Келлоггу, однако вскоре появляются полицейские, которые доставляют гробовщика в участок для допроса. Опасаясь, что его жена, которой в этот момент нет в городе, узнает о его романе на стороне, Хартрампф отказывается давать какие-либо показания лейтенанту Бобу Инлею (Дэн Рисс). Вскоре на службу прибывает капитан детективного отдела «Барни» Барнаби (Эдвард Г. Робинсон), пробиваясь в свой кабинет сквозь толпу репортеров. Его секретарша Джинни (К. Т. Стивенс) сообщает капитану, что Келлогг всё ещё без сознания, а Инлей ещё не закончил свой рапорт по этому делу, кроме того, приёма у Барнаби ожидают несколько человек. Барни начинает приём, сначала встречаясь с молодой мисс Истон (Кристин Уайт), которая подозревает, что её богатая мать может стать жертвой мошенника, выдающего себя за иностранного графа Альфредо Де Монтова. Этот мужчина путешествовал вместе с матерью и за её счёт, а теперь хочет на ней жениться. Барни поручает сержанту Аткинсону проверить заявление мисс Истон с точки зрения того, не является ли «граф» брачным аферистом. Затем Барни встречается с мелким преступником Фрэнки Пирсом (Джей Адлер), которого поймали на краже. В обмен на отказ от предъявления ему обвинений Фрэнки готов предоставить полиции ценную информацию о готовящемся крупном ограблении. Барни отказывается обсуждать сделку с Фрэнки, однако заставляет того рассказать, что некий Баркис, вместе с которым он сидел в тюрьме, собирается ограбить Федеральный сберегательный банк. Барни поручает Эду Чизхолму (Льюис Мартин) проверить заявление Фрэнки. Тем временем в промышленной зоне на заброшенном складе Баркис и его сообщники, Пит и Лу (Роберт Карнс), ожидают прибытия Марти Кузалича (Адам Уильямс), и пятого члены банды Датча (Чарльз Теннен). Им однако не известно, что Датча задержали для опознания как одного из подозреваемых по делу о стрельбе в автосалоне. Во время проведения опознания Барни сообщают, что Келлогг умер в больнице. Барни приглашает в участок хозяйку агентства эскорт-услуг Мону Росс (Полетт Годдар), которая является платным осведомителем полиции. Вскоре в участок приезжает опытный адвокат Хартрампфа, Дуайт Форман (Барри Келли), по совету которого Хартрампф заявляет, что было слишком темно, чтобы разглядеть лицо убийцы. Однако во время последующего допроса Хартрампф случайно проговаривается, что выходил в момент стрельбы из соседнего здания. Барни приказывает Инлею отпустить всех подозреваемых, кроме Хартрампфа, а также выяснить, кого тот навещал в этом доме. Несмотря на угрозы Формана, Барни твёрдо стоит на своём. Когда Датч наконец приезжает на склад, то узнаёт, что Баркис застрелил полицейского. Услышав об этом, Марти охватывает страх, и он хочет выйти из дела, однако его заставляют остаться. Тем временем в Федеральном сберегательном банке Чизхолм совместно с президентом банка Шефером (Мэк Уильямс) вырабатывает план, как обезвредить потенциальных грабителей. Форман всё-таки добивается освобождения Хартрампфа, но Барни поручает дежурному сержанту затянуть их уход, одновременно поручая одной из сотрудниц полиции устроить в отношении Хартрампфа небольшую провокацию. Когда Хартрампф выходит из участка и собирается сесть в такси, женщина-детектив в гражданском налетает на него, после чего поджидающий коп задерживает гробовщика за непристойное поведение и отправляет обратно в участок. Тем временем около бюро ритуальных услуг Хартрампфа Инлей даёт задание детективу Дейву (Уильям Вудсон) проникнуть под видом наладчика телефонной станции в кабинет директора и найти улики, связывающие его с домом напротив автостоянки. Дейву удаётся найти записную книжку Хартампфа с адресом Викки. Барни встречается с прибывшей в участок Моной Росс, которая заявляет, что не знает Баркиса, однако за скромное вознаграждение постарается что-то на него найти, если Барни выпустит двух задержанных девушек из её агентства. Баркис и его люди высаживаются около банка, готовясь к ограблению, в то время, как внутри банка лейтенант Чизхолм уже расставил своих людей под видом банковских служащих. Барни накоротке беседует с графом Альфредо Де Монтовой (Джон Веррос), которого передаёт Аткинсону, затем вежливо успокаивает психически больного посетителя по имени Дженнер (Перси Хелтон), после чего отправляется на заранее запланированное интервью на телевидении. Ровно в тот момент, когда начинается интервью, Баркис и его люди входят в банк, однако Марти в последний момент не решается пойти на дело и сбегает на такси. Когда под угрозой оружия преступники заставляют Шефера открыть хранилище, Чизхолм даёт сигнал к началу операции. Пока Чизхолм, который сидит на месте банковского клерка, пытается достать оружие, Баркис успевает выстрелить в него. Начинается перестрелка, в ходе которой Лу и Датча быстро убивают, однако Баркис, взяв в заложницы молодую сотрудницу банка Кэрол Лоусон (Мэри Эллен Кей), скрывается на машине вместе с Питом. Когда Барни сообщают о банковском ограблении, он прерывает телеинтервью и немедленно возвращается в участок. Фрэнки однако не может опознать двух убитых грабителей, а Барни успокаивает встревоженных родителей Кэрол, сообщая им, что над делом работают все его полицейские и весь город перекрыт, так что бандитам никуда не деться. Тем временем Инлей находит Викки и доставляет её в участок. Хотя благодаря усилиям адвоката Формана Хартрампфа снова выпускают из камеры, его тут же арестовывают снова у самого участка, на этот раз за пьянство и неприличное поведение в общественном месте. Снова беседуя с Дженнером, который считает, что его повсюду преследуют телеизображения, Барни одновременно говорит по телефону с Моной, у которой появилась важная информация. Когда она заявляет, что не может приехать, так как занята с клиентом, Барни посылает офицеров, чтобы они немедленно доставили её в участок. Затем Барни рекомендует Дженнеру хорошего врача, который сможет ему помочь, а также инструктирует прибывшего эксперта по Италии, профессора Бруно Варни (Байрон Кейн), чтобы тот побеседовал с Ди Монтовой и выяснил, тот ли он, за кого себя выдаёт. Прибывшая Мона рассказывает, что одна из её девушек Долорес встречалась с неким Марти, который давал ей щедрые обещания, а сейчас заявил, что у него ничего нет, и теперь прячется на квартире у Долорес. Фрэнки, который в соседней комнате слушает этот разговор вместе с Инлеем и Лейси (Харлан Уорд), подтверждает, что Марти знает Баркиса по тюрьме. Тем временем Пит, оставив Баркиса и Кэрол на складе, преодолевает полицейский кордон и направляется в порт, где берёт катер для того, чтобы затем бежать вместе с Баркисом. Пока Боб и лейтенант Лейси арестовывают Марти, профессор Варни докладывает Барни, что граф не настоящий. Чтобы не поднимать лишнего шума, капитан предлагает Де Монтове немедленно покинуть город, так как в противном случае против него будут выдвинуты уголовные обвинения. Когда Марти доставляют на допрос, он утверждает, что не участвовал в ограблении, так как в этот момент ехал в такси. После того, как баллистик устанавливает, что Келлогга и Чизхолма застрелили из одного и того же пистолета, Барни переводит Марти, Хартрампфа и Викки в другой участок. Увидев там Викки, Хартрампф пугается и под давлением Барни опознаёт в Марти человека, который стрелял в автосалоне. После этого Хартрампфа отпускают, а Барни начинает давить на Марти, заставляя того дать показания, что Келлогга застрелил Баркис, а также указать место, где прячется банда. Тем временем на складе Кэрол удаётся вырваться и спрятаться от Баркиса, однако тот преследует её. В этот момент появившийся Барни прячет девушку, а полицейские готовятся схватить Баркиса. Когда тот отказывается сдаваться и направляет на них пистолет, Лейси убивает его. Вскоре на катере подъезжает Пит, и его арестовывают. Барни даёт Кэрол поговорить с родителями по телефону в патрульной машине, а затем уезжает домой в ожидании завтрашнего дня.

## В ролях
- Эдвард Г. Робинсон — капитан Барнаби
- Полетт Годдар — Мона Росс
- К. Т. Стивенс — Джинни
- Портер Холл — Джек Хартрампф
- Адам Уильямс — Марти Кузалич
- Эдвард Биннс — Эл Баркис
- Барри Келли — Дуайт Форман
- Джей Адлер — Фрэнки Пирс
- Мэри Эллен Кей — Кэрол Лоусон
- Джоан Вос — Викки Уэбб
- Ли Ван Клиф — Пит Монте
- Харлан Уорд — детектив Лейси
- Дэн Рисс — лейтенант Боб Инлей
- Льюис Мартин — лейтенант полиции Эд Чизхолм
- Байрон Кейн — профессор Бруно Варни
- Роберт Карнс — Лу (в титрах не указан)
- Билл Вудсон — Дейв (в титрах не указан)

## Создатели фильма и исполнители главных ролей
Как отметил историк кино Пол Мэвис, продюсеры Артур Гарднер и Жюль Леви вместе с режиссёром Арнольдом Лейвеном годом ранее сделали культовый нуар «Без предупреждения!» (1952), а после этой картины — не менее успешный нуар «На трёх тёмных улицах» (1954).
Режиссёр фильма Арнольд Лейвен, которому на момент создания этого фильма было 30 лет, затем поставил военную драму «Дыба» (1956) и нуаровый триллер «Убийство на Десятой авеню» (1957), после чего вплоть до середины 1970-х годов работал преимущественно на телевидении в качестве продюсера и постановщика таких сериалов, как «Детективы» (1959—1961), «Стрелок» (1958—1963), «Большая долина» (1965—1969), «Мэнникс» (1972—1974) и других.
Эдвард Г. Робинсон в 1930-е годы зарекомендовал себя как ведущая звезда криминальных фильмов студии Warner Bros., продолжив в 1940-е годы успешную карьеру такими фильмами нуар, как «Двойная страховка» (1944), «Женщина в окне» (1944), «Улица греха» (1945), «Чужестранец» (1946), «Красный дом» (1947) других.
Однако, как пишет историк кино Сьюзен Долл, в 1948 году, когда Робинсон играл главную роль в фильме «У ночи тысяча глаз» (1948), он впервые столкнулся в Комитетом Конгресса США по расследованию антиамериканской деятельности, который занимался разоблачением коммунистов в ключевых государственных, общественных и коммерческих структурах страны, приобретя особую известность своими разоблачениями в Голливуде. По словам Долл, Робинсон, который придерживался либеральных взглядов, выступал против методов обращения Комитета с Голливудской десяткой, группой сценаристов, режиссёров и продюсеров, которые открыто критиковали цели и методы деятельности Комитета. Вместе с такими голливудскими звёздами, как Хамфри Богарт, Джон Хьюстон, Кэтрин Хэпбёрн, Лорен Бэколл и другими он сформировал комитет за первую поправку, который выступил против слушаний по делу Голливудской десятки перед Комитетом в Вашингтоне. Вскоре после этого скандально известный журналист Говард Рашмор, который делал карьеру на свидетельских показаниях на слушаниях в Комитете о предполагаемых коммунистических агентах в Голливуде, указал на Робинсона как на коммуниста, заявив: «Десять или более лет назад он начал вступать в один коммунистический фронт за другим». На протяжении последующих двух лет после этого Комитет преследовал Робинсона, несправедливо обвиняя его в связях с коммунистами.
Вплоть до 30 апреля 1951 года Робинсон четырежды вызывался для дачи показаний перед Комитетом. Он представил множество документов, доказывающих его верность Америке и опровергающих его связи с коммунизмом. В конце концов, Комитет снял обвинения с легендарного актёра, но ущерб его карьере уже был нанесён. В 1950 году правый журнал Counterattack опубликовал буклет Red Channels, содержащий списки голливудских кинодеятелей, которые были связаны с коммунистическими организациями, и в этот список вошло имя Робинсона. В конце концов, актёр оказался в так называемых «серых списках», что означало, что официально ему не запрещалось работать в киноиндустрии, но фактически он был лишён возможности получить работу на крупных студиях и у значимых продюсеров. Как отметил Робинсон в своей биографии «Все мои вчера»: «Я вступил в фазу картин категории В в качестве кинозвезды — или бывшей кинозвезды… Я был обречён, как по возрасту, так и из-за былых политических пристрастий на медленную смерть».
Однако, по словам Долл, «этот период был не столь уж безрадостный, как его описывает Робинсон, поскольку он не только нашёл работу в некоторых крепких фильмах категории В, но также на телевидении и на сцене». Так, в 1951 году он с триумфом вернулся на Бродвей, где сыграл в антикоммунистической драме Артура Кестлера «Мрак в полдень». И всё же, по мнению Долл, по сравнению с его положением одной из главных звёзд Голливуда в 1940-е годы, его карьера с 1948 по 1956 год была определённо шагом вниз. Путешествие к «медленной смерти» закончилось в 1956 году, когда голливудский титан Сесиль Де Милль дал ему роль в своём фильме «Десять заповедей», что вновь открыло для него двери крупных студий.
Полетт Годдар стала звездой после исполнения главных женских ролей в фильмах Чарли Чаплина «Новые времена» (1936) и «Великий диктатор» (1940), а также таких фильмах, как «Задержите рассвет» (1941), «Пожнёшь бурю» (1942), «Сквозь горе, тоску и утраты» (1943) и «Непобеждённый» (1947). Однако, как пишет Долл, после этого карьера Годдар пошла по нисходящей, но по другим причинам, чем у Робинсона — «возраст и отсутствие студийного контракта не позволяли ей претендовать на достойные роли». Как отметил Гленн Эриксон, в начале 1950-х годов «на Годдар уже некоторое время не было спроса, и она согласилась на приемлемую оплату за несколько дней работы» в этом фильме. После этой картины, по словам Долл, она сделала четыре незапоминащихся фильма в 1953 году, и одну драму годом спустя, после чего не играла в кино вплоть до 1963 года. В промежутке она вышла замуж за немецкого писателя Эриха-Мария Ремарка и переехала в Европу, где жила богатой жизнью.
Среди прочих актёров, по мнению Эриксона, обращают на себя внимание Эдвард Биннс и Адам Уильямс, которые играли у Лейвена в «Без предупреждения!», Ли Ван Клиф, известный по фильмам «Ровно в полдень» (1952) и «Тайны Канзас-Сити» (1952), Портер Холл из «Двойной страховки» (1944) и Барри Келли из «Асфальтовых джунглей» (1950).

## История создания фильма
Фильм основан на романе Лесли Т. Уайта (англ.  Leslie T. White) 1940-х годов «Полицейский» (англ.  Harness Bull).
Согласно информации «Голливуд Репортер» от 27 марта 1947 года и другим источникам, «в 1947 году права на экранизацию этого романа были куплены компаний Робинсона Thalia Productions для независимого продюсера Сола Лессера». В 1952 году права были проданы только что созданной независимой продюсерской компании Sequoia Pictures, владельцами которой были Лессер, Жюль Леви, Артур Гарднер и Арнольд Лейвен. По информации «Голливуд Репортер» от 6 мая 1952 года, «Полиция нравов» стал первым фильмом, спродюсированным только что созданной компанией Sequoia Pictures.
Как отмечает Долл, работа над фильмом велась в тот период, когда в решении, известном как Paramount Decree, Верховный суд США заставил крупные студии отказаться от собственных кинотеатров, что привело к бурным переменам в отрасли. Чтобы решить проблемы с текущее наличностью, эти студии поменяли производственную стратегию, уничтожив свои подразделения категории В и разрешив многим режиссёрам, продюсерам и актёрам выйти из их долгосрочных контрактов. В этот переходный период одна за одной стали появляться независимые продюсеры и маленькие продюсерские компании, производящие низкобюджетное кино с незаконтрактованным актёрами. Одой из таких небольших фирм была, по словам Гленна Эриксона, «скромная, но надёжная команда в составе продюсеров Леви, Гарднера и Лейвена, которая начала с недорогого квази-нарового фильма о серийном убийце „Без предупреждения!“ (1952), дистрибуцией которого занималась United Artists. Благодаря этому фильму три партнёра смогли заключить с дистрибутором более выгодную сделку на фильм „Полиция нравов“, подключив для рыночной привлекательности свободных в то время Эдварда Г. Робинсона и Полетт Годдар».
Рабочее название этого фильма — «Полицейский» (англ.  Harness Bull). По информации «Голливуд Репортер» от 6 мая 1952 года, местом действия фильма первоначально был избран Сан-Франциско. В итоге, согласно «Голливуд Репортер» и другим источникам, фильм снимался на натуре в центральном Лос-Анджелесе, Беверли-Хиллс, Санта-Монике на шоссе SR 1, проходящем вдоль Тихоокеанского побережья, и в Лонг-Бич, Калифорния. По словам Эриксона, банковское ограбление снималось на натуре в Беверли-Хиллс, «и на улицах можно легко угадать местных жителей, а заканчивается фильм противостоянием в заброшенном бетонном здании в Санта-Монике».

## Оценка фильма критикой

### Общая оценка фильма
После выхода фильма на экраны кинообозреватель «Нью-Йорк таймс» А. Х. Вейлер дал ему сдержанную оценку, отметив, что «вряд ли все эти хлопоты стоят того, чтобы ещё раз сказать, что преступление не окупается». По словам Вейлера, «если каждому кинолюбителю ещё не известно, что ничто так сильно не побуждает полицейских к работе, как убийство их коллеги, тогда сообщим, что Робинсон и его команда преданных делу сыщиков не только выследит и уничтожит негодяев, но также остановит мошенника и других разнообразных нарушителей закона».
Современный критик Гленн Эриксон сравнил картину с «современным телефильмом, в котором однако играют опытные актёры 1950-х годов». По словам Эриксона, у картины «достаточно увлекательная криминальная история», и «несмотря на скромные производственные ресурсы, она имеет интересный стиль и атмосферу». При этом хотя «экшн ограничен парой эпизодов, они безусловно хороши».
По мнению другого современного критика Пола Мэвиса, это «увлекательный, временами даже блестящий маленький нуар категории В», которому «удаётся быть забавно циничным и одновременно поразительно напряжённым полицейским экшном». Как пишет Мэвис, «цель картины — показать суматошный день в жизни капитана детективов полиции Лос-Анджелеса, и фильм мастерски ведёт несколько сюжетных линий, создавая довольно приличный саспенс — и юмор — когда старый профессионал Робинсон постоянно щурит свои ленивые змеиные глазки, глумясь над различными преступниками, адвокатами и политиками, которые делают его и без того невозможную работу ещё более сложной». По словам критика, благодаря умно выстроенному сценарию фильм «прекрасно жонглирует эпизодами», что вкупе с «атмосферной операторской работой и чётким монтажом» делает его «одним из лучших нуаровых процедуралов 1950-х годов», который поднимается на один уровень с такими фильмами, как «Он бродил по ночам» (1948) и «Агенты казначейства» (1947).
Журнал TV Guide отмечает, что картина стремится дать «реалистическое описание полицейской жизни» на примере работы Робинсона в течение дня. По словам Сьюзен Долл, этот «непретенциозный и простой фильм категории В» представляет собой «захватывающую смесь двух стилей криминальных драм 1950-х годов» — романтически-мрачного нуара и безыскусно чёткого процедурала. Фильм также «отразил переходный период в голливудской индустрии, показав интересный поворот в трендах кинопроизводства того времени».

### Стилистические особенности фильма
Как пишет Долл, отражая «тенденции в кинопроизводстве того времени, картина сочетает характеристики фильма нуар и полудокументальной криминальной мелодрамы». По словам критика, «нуаровый визуальный стиль доминирует в первой половине фильма, когда происходят основные криминальные действия и представляются персонажи из криминального мира». Так, «первая сцена картины дана в затемнённом освещении, а в кабинете Барнаби используется эффект теней от жалюзи на стенах, что типично для нуаров». Также зрителю демонстрируется «порочный мир преступников, проституток и информаторов», что характерно для нуаров, где «город выступает как сточная канава порока и греха».
Как далее пишет Долл, «другой тип криминальной истории, который получил развитие в конце 1940-х годов и в 1950-е годы — это полудокументальная криминальная драма. Как и фильмы нуар, эти драмы рисовали современный город как место соблазна и порока, где современная городская жизнь может быть отталкивающей и тревожной». Однако, по мнению критика, «в стилистическом плане полудокументальные криминальные драмы были противоположностью фильмам нуар — они в основном снимались в аутентичных локациях при дневном свете, используя простой визуальный стиль при документальном освещении». А в качестве главных героев «вместо маргинальных, фаталистических детективов, которые поддаются роковым женщинам, эти фильмы показывали трудолюбивых детективов или агентов, которые профессионально и скрупулёзно раскрывали дела».
Как полагает Долл, «капитан Барнаби вписывается в образ полудокументального героя, в то время как фокус на методичной полицейской работе, включая допросы свидетелей, проведение линеек опознания, проверку наводок и встряску информаторов, отражает структуру этого типа криминальной драмы». По словам критика, «стилистически вторая половина фильма следует полудокументальному стилю, особенно во время попытки ограбления,… когда съёмка ведётся в аутентичных локациях, а безыскусное, яркое освещение придаёт изображению естественный, документальный вид». По мнению Долл, «в конечном итоге, правила фильма нуар и полудокументального кино не соединяются, настолько гладко», как хотелось бы, однако «быстрый темп картины и крепкий профессионализм сглаживает все шероховатости».

### Некоторые моральные аспекты фильма
По мнению Гленна Эриксона, «фильм особенно интересен сегодня своим бесцеремонным отношением к закону и порядку со стороны представителей власти. Так, столь любезный капитан, не задумываясь, пренебрегает некоторыми основополагающими запретами в полицейской работе», и в современном Лос-Анджелесе за «свои сомнительные действия» он был бы немедленно «припечатан газетными заголовками». В частности, у Барни «особые» отношения с Моной Росс, и в нарушение закона он разрешает работать её борделю. Мона в свою очередь расплачивается с ним информацией, которая ему нужна. Они постоянно заигрывают друг с другом, и это очень похоже на намёк на «тогдашнюю обычную практику для полицейских всех рангов быть в сговоре с теми самыми пороками, которые они должны подавлять. Такой предприниматель, как Мона, вероятно, обслуживает членов полицейского управления на неофициальной основе».
Ещё хуже поведение Барни, когда он притесняет и запугивает свидетеля Джека Хартрампфа. Сначала с помощью женщины-полицейского он подставляет Хартрампфа и затем обвиняет его в домогательствах, что даёт ему право задержать свидетеля на длительный срок. И это показано как обычный приём в полицейской работе. Затем, примерно таким же образом Хартрампфа задерживают ещё дважды, «чтобы сломать его сопротивление и принудить к сотрудничеству. И всё это представлено в комическом духе». В то время, как Барни охотно идёт на сделку с Моной, он не собирается договариваться с законопослушным Хартрампфом и не собирается в обмен на информацию держать в тайне его любовные похождения. Это, по словам Эриксона, выглядит сегодня как «элементарное преследование человека», демонстрирующее преступный характер «полицейской практики» того времени.
По мнению Мэвиса, фильм говорит зрителю, что «если убивают коллегу-полицейского или банда убийц и грабителей планирует нанести удар, то каждый гражданин должен сотрудничать, … иначе». Критик также обращает внимание на то, что «несправедливое обращение с Хартрампфом подано в комическом ключе. Конечно, сегодня мы должны ненавидеть полицейское беззаконие такого типа, но тогда, в том контексте, это было возбуждающе весело и честно». Совершенно ясно, что в 1950-е годы никого не задевал показ «капитана полиции, который регулярно вступает в сделки с преступниками и проститутками, получая нужные ему результаты».

### Оценка работы режиссёра и творческой группы
По словам Гленна Эриксона, «команда вышла с добротным сценарием о капитане полиции, который пытается справиться с бандой банковских грабителей и убийц». Как пишет Мэвис, «сценарий Лоуренса Романа, поддерживаемый чётким монтажом Артура Х. Нейдела, перелетает с одного на другое, с лёгкостью подхватывая различные дополнительные сюжетные нити по мере того, как нарастает груз обязательств Робинсона. Саспенс повышается не только за счёт того, как капитану удастся увязать убийство копа и ограбление банка (и последующее похищение человека), но и как он сохранит свою работу с учётом угроз, которые поступают ему со всех сторон». Некоторые из дополнительных сюжетных линий сделаны с юмором, такие как эпизод с вором нижнего белья, или с итальянским лже-графом, другие — довольно грустные, в частности, с параноиком в исполнении Перси Хелтона, которому повсюду мерещатся «тени людей с телевидения». «Свободно разбросанные по фильму остроты, насмешки и саркастичные моменты показывают усталое презрение к преступникам в сочетании со спасительным юмором, которое усвоили лос-анджелесские копы».
Как далее отмечает Мэвис, «визуально фильм сделан чисто и плотно, при этом Лейвен делает сцены процедурной работы полиции сдержанными, а сцены экшна — увлекательными». В свою очередь, «оператор Джозеф Байрок на протяжении всего фильма подчёркивает его нуаровые аспекты, снимая с сильным затемнением напряжённый финал, в котором Биннс преследует Мэри Эллен Кей на страшном, пустынном складе».

### Оценка актёрской игры
Критики высоко оценили игру актёров особенно Эдварда Г. Робинсона и Полетт Годдар. Как написал киновед Хэл Эриксон, «во время работы в этом фильме карьера обоих была в нижней точке, и тем не менее, оба актёра были слишком профессиональны, выдав только самое лучшее».
Как пишет Вейлер, «Робинсон, суровый взгляд которого в последнее время не взирал на кинозрителей, вернулся в обойму, на этот раз в роли капитана детективов, которому досаждают различные мошенники, стукачи, гангстеры и девушки, а также проблема взять банду, убившую копа и готовящую банковское ограбление. У него, прямо скажем, полно хлопот, но он как всегда мрачен, терпелив и поразительно эффективен как офицер». TV Guide в своей рецензии отмечает, что «Робинсон довольно убедителен, и именно благодаря его игре фильм поднимается над обычной рутиной». По словам Долл, «актёр использовал свой звёздный имидж и харизму, чтобы придать дополнительное измерение своему персонажу и подошёл к роли капитана Барнаби со свойственной ему энергией и мощью». Гленн Эриксон также полагает, что «Робинсон прекрасно тянет на себе весь фильм, хотя зритель видит его в основном в коридорах и офисах полицейского участка. Сценарий Романа содержит достаточно хороших реплик, с которыми Робинсон может поиграть, и актёр в очередной раз доказывает, что он просто не способен сделать скучный фильм».
Что же касается Годдар, то она, по словам Вейлера, «одаряет нас своим появлением лишь несколько раз в роли броской и соблазнительной на вид хозяйки службы эскорт-услуг, которая помогает нашему герою с информацией на подозреваемых». Долл отмечает, что в списке актёров Годдар была указана второй вслед за Робинсоном, хотя у неё небольшая роль. Она играет Мону, управляющую «службой эскорта», которая по сути является обычным борделем. Мона иногда снабжает информацией полицию о тёмных фигурах криминального мира, которые являются её клиентами, и даёт Барнаби важную наводку за деньги. «Хотя у неё лишь несколько сцен, Годдар создаёт выразительный портрет умной женщины в жестоком бизнесе». Гленн Эриксон также подчёркивает, что «для Годдар это небольшая роль, но ей удаётся придать Моне Росс нужную кокетливость — она выглядит очень мило в мехах, входя и выходя из кабинета капитана так, как будто это её второй дом».
Мэвис отмечает, что «в составе есть много других опытных актёров, которые успешно справляются со своими небольшими ролями». Так, Вейлер выделяет, в частности, «Портера Холла в роли невольного свидетеля, Эдварда Биннса в роли главаря банды и Адама Уильямса в роли трусоватого сообщника». По мнению Гленна Эриксона, «у жизнерадостной К. Т. Стивенс, которая стоит в титрах третьей, к сожалению, не так много работы» в роли секретарши полицейского управления. Что же касается парней по другую сторону закона, то «мрачный Эд Биннс хорош в роли главаря банды», Ли Ван Клиф «выдаёт образ ещё одного мерзкого бандита», но лучше всех смотрится «молодой Адам Уильямс в роли нервного любителя женщин, который с удовольствием пересидел бы ограбление со своей девушкой в борделе у Моны».